# Senecio maydae
Senecio maydae là một loài thực vật có hoa trong họ Cúc. Loài này được Merxm. miêu tả khoa học đầu tiên năm 1960.